# Liga Socialista dos Jovens
A Liga Socialista dos Jovens (em inglês: Young People's Socialist League – YPSL), foi o braço jovem oficial do Partido Socialista da América, fundado em 1907. A YPSL foi dissolvida junto com o partido em 31 de dezembro de 1972, sendo mais tarde refundada em outubro de 1989 para dar apoio às atividades do recém-criado Socialist Party USA. Suas atividades concentram-se na campanha pelo aumento da participação política dos jovens socialistas e para colocar em evidência as questões que afetam este grupo demográfico.